# Kanton Percy
Kanton Percy (francouzsky Canton de Percy) byl francouzský kanton v departementu Manche v regionu Dolní Normandie. Tvořilo ho 12 obcí. Zrušen byl po reformě kantonů 2014.

## Obce kantonu
- Beslon
- Le Chefresne
- La Colombe
- Le Guislain
- La Haye-Bellefond
- Margueray
- Maupertuis
- Montabot
- Montbray
- Morigny
- Percy
- Villebaudon